# Францой, Серджио
Серджо Францои (итал. Sergio Franzoi; 10 июля 1929 — 16 февраля 2022) — итальянский художник и преподаватель, последний представитель Венецианской школы постэкспрессионизма в Италии.

## Биография
Как и другие художники, он прошел обучение на совместных выставках Фонда Бевила́ква Ла Ма́за в Венеции. Начав с реалистической живописи в начале 1950-х годов, он постепенно развивал свою интерпретацию экспрессионизма, переходя к изображению не только человеческой тематики, но и форм биологических морфологий. После перехода от сцен труда к социально насыщенным моментам («Рыбацкие лодки» 1948 г., «Рыбаки» 1952 г.), фокус сместился на пейзажи («Кальдонаццо» 1949 г., «Хижины на пляже» 1950 г., «Дома в Бурано» 1953 г., «Пейзаж Маргеры» 1953 г., «Пейзаж Маламокко» 1953 г.).
Его работы на протяжении десятилетий состояли из утончённого изучения женского ню и стали выдающимися знаками и цветами, воспринимая человеческое тело как своего рода пейзаж. С 1948 по начало 2000-х годов он участвовал в региональных, национальных и международных выставках, получая различные награды. Его произведения сегодня представлены на открытых и частных выставках итальянского и международного уровня.

## В коллекции произведений
- "Amanti" (Влюблённые), масло на холсте, 75 x 100 см, XX век, A0355, Фонд Музеев Чивичи ди Венеции - Ка' Пезаро, Международная галерея современного искусства[6][7];
- "Dopo la catastrofe" (После катастрофы), масло на холсте, XX век, 127 x 151 см, BA0424, Фонд Музеев Чивичи ди Венеции - Ка' Пезаро, Международная галерея современного искусства[8];
- "Il Clown" (Клоун), масло на холсте, 72 x 72 см, XX век, BA0377, Фонд Музеев Чивичи ди Венеции - Ка' Пезаро, Международная галерея современного искусства[9][10];
- "Paesaggio" (Пейзаж), масло на холсте, 74 x 89 см, XX век, BA0531, Фонд Музеев Чивичи ди Венеции — Ка' Пезаро, Международная галерея современного искусства[11][12];
- "Paesaggio di Marghera" (Пейзаж Маргеры), масло на холсте, 75 x 70 см, XX век, BA0156, Фонд Музеев Чивичи ди Венеции — Ка' Пезаро, Международная галерея современного искусства[13].